# Port Hope Simpson Airport
Port Hope Simpson Airport (IATA: YHA) is een vliegveld in Newfoundland en Labrador, de oostelijkste provincie van Canada. Het vliegveld ligt een kilometer ten zuiden van het dorp Port Hope Simpson, in het oosten van de regio Labrador. 
Het vliegveld bestaat uit een 761 m lange landingsbaan met een grindoppervlak en heeft voorts zeer beperkte faciliteiten. De uitbater is de provincieoverheid van Newfoundland en Labrador.

## Bestemmingen
Onderstaande tabel toont de bestemmingen die een passagiersverbinding met Port Hope Simpson hebben (2024).
| Maatschappij | Bestemmingen                  |
| ------------ | ----------------------------- |
| PAL Airlines | Charlottetown, Mary's Harbour |